# Lea Salonga
Lea Salonga, född 22 februari 1971, är en filippinsk musikalartist och skådespelare.
Salonga mest känd för sin roll som Kim i originaluppsättningen av musikalen Miss Saigon från 1989.

## Filmografi (urval)
- 2001 - Cityakuten, avsnitt I'll Be Home for Christmas (gästroll i TV-serie)
- 2004 – Mulan 2 (röst)
- 1998 – Mulan (röst)
- 1992 – Aladdin (röst)
- 1988 – Min granne Totoro (röst)